# Plugor Magor
Plugor Magor (Brassó, 1970. október 10. –) erdélyi magyar költő, szerkesztő. Plugor Sándor fia.

## Életútja
Középiskolai tanulmányait a sepsiszentgyörgyi Székely Mikó Kollégiumban kezdte s a pannonhalmai Bencés Gimnáziumban fejezte be (1990), majd a szegedi Juhász Gyula Tanárképző Főiskola és párhuzamosan a József Attila Tudományegyetem hallgatója filozófia–irodalomelmélet szakon (1990–94). Ebben az időben kapta meg a JATE Faludy György-díját. Az Erdélyi Magyar Diákok Egyesülete kiadásában megjelenő Hátország egyik szerkesztője. Versei itt s a Tiszatáj, Romániában a Korunk, Látó, Művelődés, Szivárvány hasábjain jelentek meg. Angyallétra című verseskötetét a sepsiszentgyörgyi Castrum adta ki apja, Plugor Sándor rajzaival (1995).
Jelenleg tanárként dolgozik a szegedi Radnóti Miklós Kísérleti Gimnáziumban.

## Munkássága
„Verseiben az egyszerűségre törekszik – írja kritikusa, Hajdu T. László. – Az egyértelműséget azonban elveti. A nyelv teremtő erejét közvetíti. Azt vallja, hogy a modernséget a századfordulót követően elhasználták. A személy felszabadítása zajlik a keresztény világkép visszahúzódásával”. „Valamiféle világhatáron állunk: a költészet innen nézhet újra szerteszét.” – írja róla Fried István. 1998-ban jelent meg Sinkapuszta című kötete. 1996-ban áttelepült Szegedre.

## Kötetei
- Angyallétra; Castrum, Sepsiszentgyörgy, 1995
- Sinkapuszta; Avis Könyvek, Szeged, 1998
- Deák Ferenc Loránd–Plugor Magor: Miklóssy Mária; ARTprinter, Sepsiszentgyörgy, 2018
- Plugor Sándor; összeáll. Plugor Magor; MMA, Bp., 2020